# أوبوت
أوبوت (بالعبرية: אֹבֹת) هي واحدة من محطات بني إسرائيل في البرية أثناء التيه بعد خروجهم من مصر، حيث خيّموا بها بارتحالهم من جبل هور وصلمونة وفونون، ثم تركوها وذهبوا إلى عين عباريم.
أوبوت تعني "قرب الماء"، تقع بالقرب من حدود موآب الجنوبيّة الشرقيّة، ربما عند عين الويبة.